# Medina del Campo
Medina del Campo – miasto w Hiszpanii, we wspólnocie autonomicznej Kastylia i León. W 2008 liczyło 21 256 mieszkańców.
W mieście jest stacja kolejowa Medina del Campo.